# الطب النبوي للجوزي (كتاب)
الطب النبوي هو كتاب من تأليف الشيخ ابن قيم الجوزية، وهو من علماء القرن الثامن الهجري، ولد بدمشق عام 1292م، وتوفي عام 1350م، ولازم ابن تيمية أيام، يتحوي الكتاب فوائد جليلة عن قواعد الطب، ومنافع ومسائل علمية نادرة، ويقول ابن قيم الجوزية: "فكان من هَدْيِ النبي صلى الله عليه وسلم فعلُ التداوى في نفسه، والأمرُ به لمن أصابه مرض من أهله وأصحابه، ولكن لم يكن مِن هَدْيه ولا هَدْى أصحابه استعمالُ الأدوية المركَّبة التي تسمى ((أقرباذين))، بل كان غالبُ أدويتهم بالمفردات، وربما أضافُوا إلى المفرد ما يعاونه، أو يَكْسِر سَوْرته، وهذا غالبُ طِبِّ الأُمم على اختلاف أجناسِها من العرب والتُّرك، وأهل البوادى قاطبةً، وإنما عُنى بالمركبات الرومُ واليونانيون، وأكثرُ طِبِّ الهند بالمفردات.
وقد اتفق الأطباء على أنه متى أمكن التداوى بالغذاء لا يُعْدَل عنه إلى الدواء، ومتى أمكن بالبسيط لا يُعْدَل عنه إلى المركَّب. 

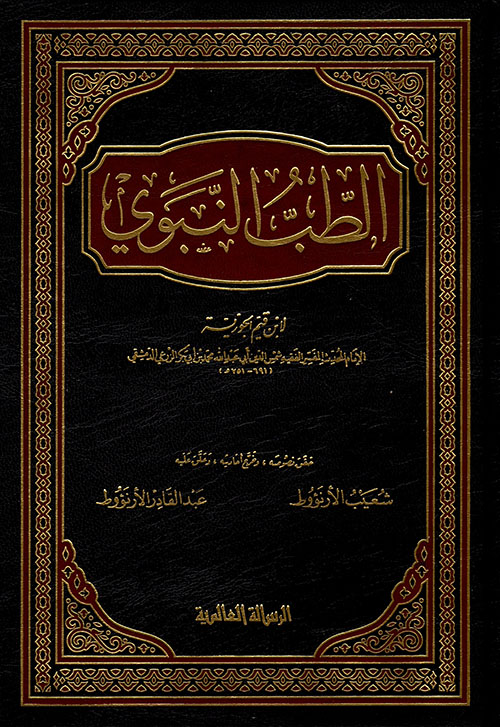
كتاب الطب النبوي تأليف الشيخ ابن القيم الجوزية

قالوا: وكل داء قدر على دفعهِ بالأغذية والحِمية، لم يُحاوَلْ دفعه بالأدوية.قالوا: ولا ينبغى للطبيب أن يولعَ بسقى الأدوية، فإنَّ الدواء إذا لم يجد في البدن داءً يُحلِّله، أو وجد داءً لا يُوافقه، أو وجد ما يُوافقه فزادت كميتهُ عليه، أو كيفيته، تشبَّث بالصحة، وعبث بها، وأربابُ التجارِب من الأطباء طِبُّهم بالمفردات غالباً، وهم أحد فِرَق الطبِّ الثلاث. والتحقيقُ في ذلك أن الأدوية من جنس الأغذية، فالأُمة والطائفة التي غالبُ أغذيتها المفردات، أمراضُها قليلة جداً، وطبُّها بالمفردات، وأهلُ المدن الذين غلبتْ عليهم الأغذيةُ المركَّبة يحتاجون إلى الأدوية المركَّبة، وسببُ ذلك أنَّ أمراضَهم في الغالب مركَّبةٌ، فالأدويةُ المركَّبة أنفعُ لها، وأمراضُ أهل البوادى والصحارى مفردة، فيكفى في مداواتها الأدوية المفردة. فهذا برهانٌ بحسب الصناعة الطبية".